# Малките разбойници
„Малките разбойници“ (на английски: The Little Rascals) е американска семейна комедия от 1994 г. продуциран от „Амблин Ентъртейнмънт“ и е пуснат от „Юнивърсъл Пикчърс“ на 5 август 1994 г. Филмът е адаптация на „Our Gang“ от Хал Роуч, поредица от кратки филми от 1920-те, 1930-те и 1940-те години (някои от тях са излъчени на телевизията като The Little Rascals), който се разказва за приключенията на група деца. Филмът, който е по сценарий на Пол Гуай, Стивън Мазур и Пенелъпи Сферис (която е режисьор на филма) – представя някои от героите на „Our Gang“ във възстановена настройка, и включва пре-интерпретации на някои от оригиналните кратки филми. Това е първото сътрудничество между Гуай и Мазур, които написаха сценариите на „Лъжльото“ и „Фатални жени“.
Друг филм, който е базиран на „Our Gang“ – „Малките разбойници спасяват деня“, е издаден директно на видео през 2014 г.

## В България
В България филмът е излъчен по „Кино Нова“ на 29 юни 2013 г. с български дублаж. Екипът се състои от:
| Озвучаващи артисти  | Петя Миладинова Христина Ибришимова Елисавета Господинова Силви Стоицов Васил Бинев |
| Преводач            | Ирина Ценкова                                                                       |
| Тонрежисьор         | Венцислав Станков                                                                   |
| Режисьор на дублажа | Димитър Кръстев                                                                     |

На 7 септември 2022 г. е излъчен и по „Би Ти Ви Комеди“ с втори дублаж, записан в студио „Ви Ем Ес“. Екипът се състои от:
| Озвучаващи артисти  | Елена Русалиева Петя Абаджиева Светлана Смолева Яна Огнянова Момчил Степанов |
| Преводач            | Мери Златева                                                                 |
| Тонрежисьор         | Венелин Николов                                                              |
| Режисьор на дублажа | Добрин Добрев                                                                |